# Horvendil

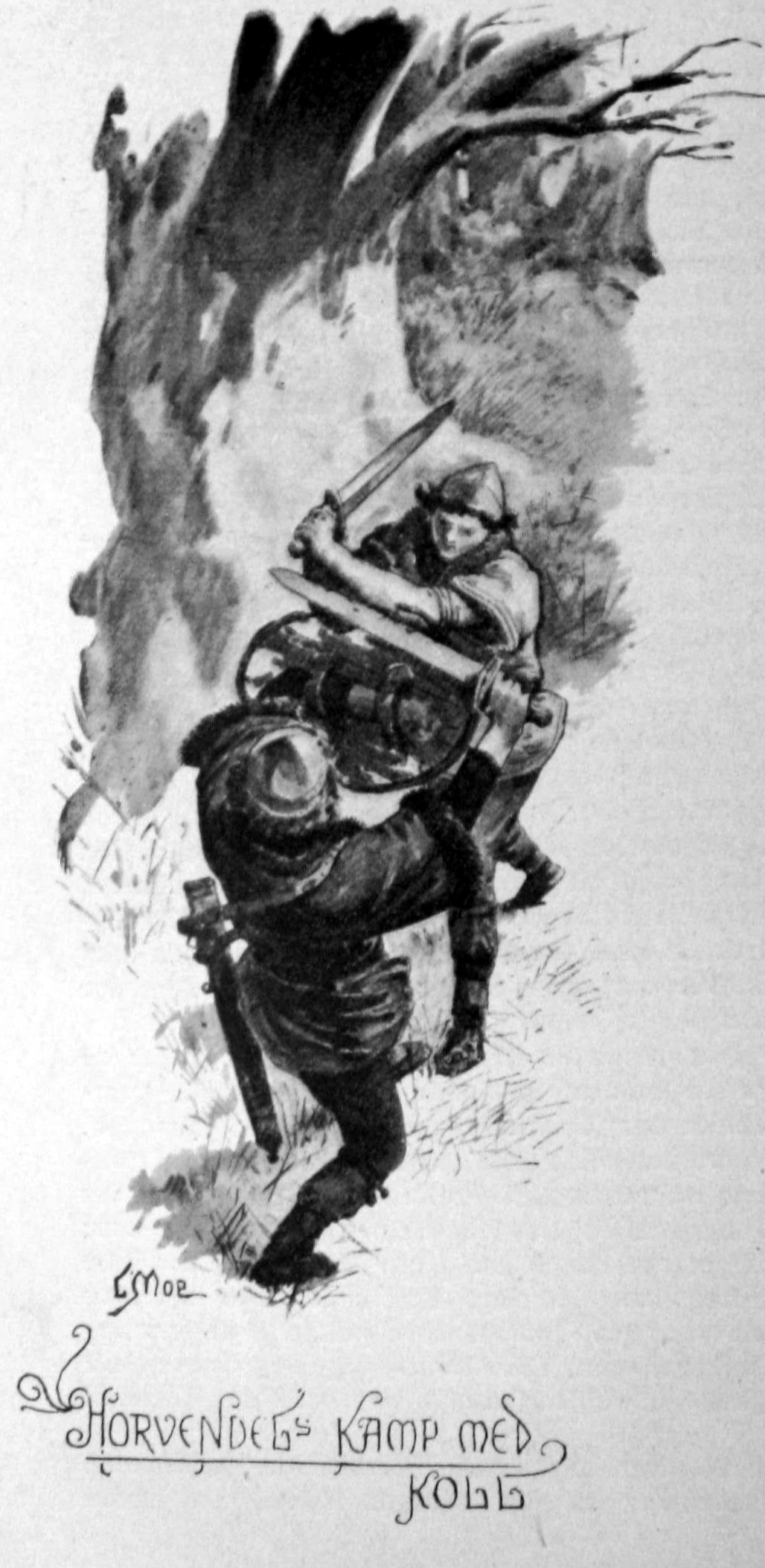
Horvendils holmgång mot Koller. Illustration av Louis Moe, 1898.

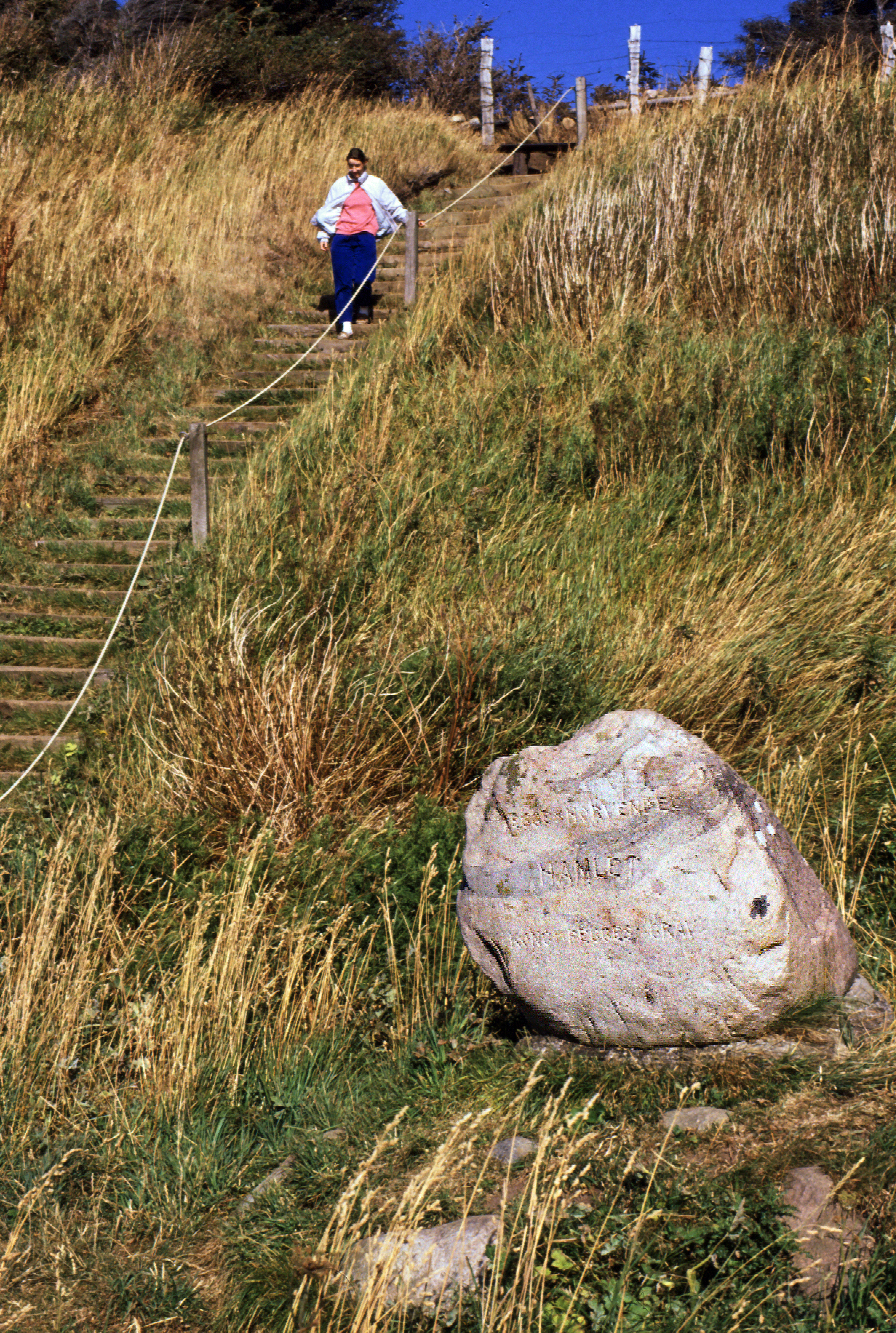
″Kong Fegges grav″ på Feggeklit. Även Horvendil och Hamlet är nämnda på stenen.

Horvendil eller Horvendill (latin: Horwendillus) var enligt Saxo Grammaticus en jylländsk jarl eller lydkonung (præfectus) under Lejrekungen Rörek, som antas ha regerat på folkvandringstiden, kanske någon gång på 500- eller 600-talet. Han  gifte sig med Röreks dotter Gerutha och är för eftervärlden mest känd som Hamlets fader. Hans kungsgård skall enligt danska folksägner ha legat på toppen av Feggeklit, som idag till följd av landhöjningen har vuxit samman med ön Mors, men som på Horvendils tid var en egen ö i Limfjorden.

## Levnad
Berättelsen om Horvendil finns i Gesta Danorum, tredje boken, kapitel sex.
Horvendils far hette Gervendil (Gerwendillus) och var, även han, præfectus på Jylland. Efter faderns död övertogs riket av hans båda söner Horvendil och Fenge (Fengo). Hur dessa sinsemellan fördelade makten framgår inte, men Horvendil sägs ha blivit mycket rik genom härjningar till sjöss. Efter återkomsten till Danmark överlämnade han krigsbytet till sin överkonung Rörek (Roricus), som blev så förtjust i sin djärve jarl att  han gav honom sin dotter Gerutha till maka. Tillsammans fick de sonen Hamlet (Amlethus).
Men Horvendils bror Fenge, som stannat hemma för att sköta riket när Horvendil var ute och vann ära, kände så stor avund mot sin bror över dennes framgång att han till sist lönnmördade honom. Därefter gifte han sig med den mördades änka, efter att först ha övertygat henne om att hennes man hade avskytt och hatat henne. Hennes son Hamlet genomskådade dock förräderiet men insåg att han måste spela galen för att överleva, något som William Shakespeare senare tog som utgångspunkt då han överförde Saxos berättelse till scenen.
Därefter övergår Saxo till att berätta om hur Hamlet till sist lyckades hämnas sin far. Danska folksägner låter uppgörelsen med Fenge utspela sig på Feggeklit, där kungsgården låg och där ”kong Fegges grav” ännu kan beskådas.

### Holmgången mot Koller
Den enda händelse i Horvendils liv som Saxo beskriver med utförlighet är holmgången mot en norsk kung vid namn Koller (Collerus).
Striden ägde rum på en naturskön ö mitt i havet och innan kampen började kom båda överens om hur holmgångslagen skulle tolkas: Den besegrade skulle, om han dör, av segraren ges en hederlig begravning, men om han överlever i lemlästat skick skulle han av segraren få tio mark guld i ersättning. De skakade hand på detta, och därefter började kampen.
| ” | Horvendil … som var mer inriktad på anfall än försvar, slängde bort sin sköld och svingade svärdet med bägge händerna. Hans djärvhet belönades, ty sedan han hade givit Kollers sköld så många hugg att den hängde i trasor, högg han av honom foten, och det blev hans bane. | „ |

Horvendil uppförde därefter en ståtlig gravhög över den fallne. ”De ovanliga naturbeskrivningarna och ridderligheten i holmgångslagen har tagits som tecken på att berättelsen influerats av medeltidens ridderliga ideal och den höviska folkvisans naturskildring”, skriver Anna Birgitta Rooth. Härav följer också att Saxos berättelse bör ha avlägsnat sig en del från hur den ursprungligen kan ha sett ut.

## Mytologiskt ursprung
Saxo Grammaticus hade en euhemeristisk grundsyn, varför berättelsens ursprung kan ha varit en myt. Horvendil är ett mytologiskt namn, som finns i en mängd varianter inom det germanska språkområdet, exempelvis  Auriwandalo (langobardiska), Ēarendel (anglosaxiska), Ôrentil (fornhögtyska) och Orendel (medelhögtyska). Saxo kan ha fått namnet från Lejrekrönikan (Chronicon Lethrense), där det skrivs Orwendel, men han är den förste som knyter namnet till Hamlet-myten genom att göra Horvendil till Hamlets far. Därmed knyter han också samman denna myt med Baldersmyten, eftersom Hamlets morfars far, enligt Saxos genealogi, var den Höder (Hotherus), som dräpte Balder (Balderus).

### Horvendil och Aurvandil
Den mest kända varianten av Horvendil-namnet är Aurvandil (Aurvandill) eller Örvandil (Ǫrvandill), som förekommer i Snorre Sturlassons Edda, Skáldskaparmál, kapitel 17.
Snorre låter där Tor berätta för völvan Groa hur han räddade livet på hennes man, ”den oförvägne Aurvandil” (Aurvandill hinn frœkni), genom att bära honom i en mes (meis) på ryggen från Jotunheim över Elivågor. Men under vandringen stack en tå ut från mesen och förfrös. Tor bröt då av tån och kastade upp den på himlen, där den blev stjärnan ”Aurvandils tå” (Aurvandilstá). Detta är, om man får tro Snorre, Tors enda bidrag till den mytologiska kosmogonin. Nittonde strofen av Hárbarðsljóð påstår visserligen att Tor även skapade stjärnbilden ”Tjatses ögon” (Þjaza augu) – detta för att blidka jättinnan Skade, som blivit upprörd över att han hade slagit ihjäl hennes far – men enligt Snorre var det Oden som gjorde de stjärnorna.
Det finns ingen slående likhet mellan Saxos och Snorres berättelser. Icke desto mindre fick namnlikheten mellan Horvendil/Orvendel och Aurvandil/Ǫrvandil, liksom episoden med den avhuggna foten och den förfrusna och avbrutna tån, äldre forskare att ställa samman berättelserna, som då kom att uppfattas som rester av en myt om kampen mellan årstiderna. Namnet Koller (Collerus) tolkades då som ”köld”. Idén om en årstidsmyt skulle möjligen kunna underbyggas av att flera medeltida källor berättar om skådespel, eller utklädselupptåg, vari vintern strider mot sommaren och besegras. Även Olaus Magnus har i sin Historia om de nordiska folken två kapitel ägnade åt sådana upptåg. Men teorin har avvisats som omöjlig att bevisa. Utifrån hur Saxo brukade gå tillväga då han förmänskligade mytologiska gestalter, ansåg sig dock Georges Dumézil kunna påvisa att Snorres och Saxos berättelser kan ha utgått från samma arketypiska myt. Han menade också att det troligen var Snorres version som låg närmast den ”ursprungliga” myten.
Ett problem med Snorres berättelse är dock att den är så kortfattad; den är bara ett fragment av en myt som i övrigt är helt okänd. Snorre berättar inte ens vem Aurvandil var, eller varför Tor blev tvungen att rädda honom. Ett annat problem är att Snorre är vår enda källa. Aurvandil nämns inte i den poetiska Eddan eller någon annanstans i den norröna poetiska korpus som är oberoende av Snorre, och hela historien skulle kunna vara hans eget påhitt. Rudolf Simek gissar att Snorre ”förmodligen” hittade på anekdoten om den avbrutna tån för att kunna ge en förklaring till namnet Aurvandilstá, och att han då använde berättelsen om Tjatses ögon som förlaga. Detta förutsätter dock att Aurvandilstá (eller Aurvantá) är ett gammalt namn på en stjärna, även om myten bakom namnet har gått förlorad.

#### Tjatses ögon och Aurvandils tå
Vilka stjärnor som avses med ”Tjatses ögon” och ”Aurvandils tå” omtalas inte i källorna. Jens Fredrik Schroeter antog att ”Tjatses ögon” skulle vara de två stjärnorna β og Υ i Lilla björnen, men det finns även andra förslag, exempelvis Castor och Pollux i stjärnbilden Tvillingarna.
”Aurvandils tå” skulle, om man får tro ”den almindelige mening” vara Orion, skriver P.A. Munch, närmare bestämt stjärnan Rigel, som utgör ”vänstra foten” i Orions stjärnbild. Andra har i stället gissat på ”morgonstjärnan” (= Venus), eftersom den fornengelska motsvarigheten till ”Aurvandil” är Ēarendel, vilket betyder ”gryning, ljusstråle” och har varit morgonstjärnans namn. Filologen Rudolf Much föreslog att Aurvandilstá kunde komma från ett vandaliskt *Auzawandilis *taha, ”Aurvandils ljusstråle” (Lichtstrahl), där *taha blivit till ett fornvästnordiskt tá med den homonyma betydelsen ”tå”. Samtliga dessa förklaringar brukar dyka upp i mytologiska handböcker, men Anne Holtsmark menade att vi nog inte vet vilka stjärnor det har rört sig om.